# Drama (canção)
"Drama" é uma canção gravada pelo girl group sul-coreano Aespa para seu quarto extended play (EP) de mesmo nome. Foi lançada como o single principal do EP pela SM Entertainment em 10 de novembro de 2023.

## Antecedentes e lançamento
Em 10 de outubro, a SM Entertainment anunciou que o grupo lançaria seu quarto EP intitulado Drama em 10 de novembro. Um vídeo teaser de introdução também foi lançado no mesmo dia. Em 3 de novembro, o vídeo teaser do medley de destaque, seguido pelo teaser do videoclipe em 9 de novembro. A canção foi lançada junto com seu videoclipe e o EP em 10 de novembro.

## Composição
"Drama" foi escrita por Bang Hye-hyun do JamFactory e Ellie Suh do 153/Joombas, composta e arranjada por No Identity com Waker do 153/Joombas, Ejae e Charlotte Wilson participando da composição. Foi descrita como uma canção de hip-hop e dance caracterizada por "um som de bateria agressivo e baixo sintetizado sofisticado" com letras sobre ter "atitude confiante de que toda história começa com Aespa".

## Desempenho comercial
"Drama" estreou na posição 90 na Circle Digital Chart da Coreia do Sul na edição da parada datada de 5 a 11 de novembro de 2023; em suas paradas componentes, a canção estreou na décima posição na Circle Download Chart, número 146 na Circle Streaming Chart, e número 138 na Circle BGM Chart. Ascendeu para o número quatro na Circle Digital Chart, número quatro na Circle Download Chart, número nove na Circle Streaming Chart, e número 122 na Circle BGM Chart na semana seguinte. No Japão, a canção estreou na posição 34 na Billboard Japan Hot 100 na edição da parada datada de 22 de novembro de 2023; em suas paradas de componentes, estreou na posição 72 na Top Download Songs, e número 35 na Top Streaming Songs. Na Oricon Combined Singles, a canção estreou no número 36 na edição da parada datada de 27 de novembro de 2023.
Em Singapura, a canção estreou em sétimo lugar na RIAS Top Streaming Chart e em quarto lugar na RIAS Top Regional Chart na edição das paradas datada de 10 a 16 de novembro de 2023. Também estreou na oitava posição na Billboard Singapore Songs na edição da parada datada de 25 de novembro de 2023. Em Hong Kong, a canção estreou em quarto lugar na Billboard Hong Kong Songs na edição da parada datada de 25 de novembro de 2023. Na Indonésia, a canção estreou em 15º lugar na Billboard Indonesia Songs na edição da parada datada de 25 de novembro de 2023. Na Malásia, a canção estreou em sétimo lugar na Billboard Malaysia Songs na edição da parada datada de 25 de novembro de 2023. Também estreou em quarto lugar na RIM Top 20 da parada de singles internacionais mais transmitidos na edição de 10 a 16 de novembro de 2023. Em Taiwan, a canção estreou em terceiro lugar na Billboard Taiwan Songs na edição da parada datada de 25 de novembro de 2023.
Nos Estados Unidos, a canção estreou na oitava posição na Billboard World Digital Song Sales na edição da parada datada de 25 de novembro de 2023. Na Austrália, a canção estreou na décima posição na ARIA Top 20 Hitseekers Singles Chart na edição de 5 de setembro de 2022. Na Nova Zelândia, a canção estreou no número 15 na RMNZ Hot Singles na edição da parada datada de 20 de novembro de 2023. Globalmente, a canção estreou na posição 38 na Billboard Global 200 na edição da parada datada de 25 de novembro de 2023. Também estreou no número 21 na Billboard Global Excl. U.S. na edição da parada datada de 25 de novembro de 2023.

## Videoclipe
O videoclipe foi lançado junto com a canção pela SM Entertainment em 10 de novembro de 2023. O videoclipe "semelhante a um filme" com "sequências de ação emocionantes" retratava o grupo "voltando para Kwangya" com "Winter e Giselle interpretando as personagens principais [que] se desenrolam sob uma história sólida" com cenas mudando de "Winter andando de motocicleta" para "Karina praticando artes marciais com kendo".

## Promoção
Antes do lançamento do Drama, em 10 de novembro de 2023, Aespa realizou um evento ao vivo chamado "Aespa Drama Countdown Live" no YouTube, TikTok, Weverse e Idol Plus, com o objetivo de apresentar o álbum e suas faixas, incluindo "Drama", e conectando-se com sua base de fãs. O grupo posteriormente se apresentou em três programas musicais: Music Bank da KBS em 10 de novembro, Show! Music Core da MBC em 11 de novembro, e Inkigayo da SBS em 12 de novembro. Na segunda e última semana de promoção, elas se apresentaram em quatro programas musicais: M Countdown da Mnet em 16 de novembro, Music Bank em 17 de novembro, Show! Music Core em 18 de novembro, e Inkigayo em 19 de novembro.

## Lista de faixas
- Download digital / streaming – Versão Sped Up

1. "Drama" (Sped Up Version) – 3:04
2. "Drama" – 3:34

## Reconhecimentos
Nos programas musicais da Coreia do Sul, "Drama" alcançou a tríplice coroa no episódio de 14 de janeiro do Inkigayo em 2024.
| Programa | Data                   | Ref.   |
| -------- | ---------------------- | ------ |
| Inkigayo | 26 de novembro de 2023 | [ 42 ] |
| Inkigayo | 7 de janeiro de 2024   | [ 43 ] |
| Inkigayo | 14 de janeiro de 2024  | [ 41 ] |

## Créditos e pessoal
Créditos adaptados do encarte do EP.
Estúdio
- SM Big Shot Studio – gravação
- SM Yellow Tail Studio – gravação, edição digital, projetado para mixagem
- SM SSAM Studio – gravação
- SM Blue Ocean Studio – mixagem
- 821 Sound – masterização

Pessoal
- SM Entertainment – produtor executivo
- Aespa – vocais, vocais de fundo
- Bang Hye-hyun – letra
- Ellie Suh – letra
- No Identity – composição, arranjo, bass, teclado, sintetizador, tambor programação
- Waker (153/Joombas) – composição, teclado
- Ejae – composição, vocais de fundo
- Charlotte Wilson – composição
- Deez – direção vocal
- Lee Min-kyu – gravação
- Noh Min-ji – gravação, edição digital, projetado para mixagem
- Kang Eun-ji – gravação, edição digital
- Kang Sun-young – edição digital
- Kim Cheol-sun – mixagem
- Kwon Nam-woo – masterização

## Desempenho nas paradas musicais
| Parada musical (2023)                               | Melhor posição |
| --------------------------------------------------- | -------------- |
| Australia (ARIA Hitseekers)                         | 10             |
| Coreia do Sul (Circle)                              | 2              |
| Estados Unidos (Billboard World Digital Song Sales) | 8              |
| Global 200 (Billboard)                              | 38             |
| Holanda (Global Top 40)                             | 33             |
| Hong Kong (Billboard)                               | 4              |
| Indonésia (Billboard)                               | 15             |
| Japão (Japan Hot 100)                               | 34             |
| Japão (Oricon Combined Singles)                     | 36             |
| Malásia (Billboard)                                 | 7              |
| Malásia (RIM International)                         | 4              |
| Nova Zelândia (RMNZ Hot Singles)                    | 15             |
| Singapura (RIAS)                                    | 7              |
| Taiwan (Billboard)                                  | 3              |
| Vietnã (Vietnam Hot 100)                            | 13             |

| Parada musical (2023)  | Posição |
| ---------------------- | ------- |
| Coreia do Sul (Circle) | 14      |

| Parada musical (2023)  | Posição |
| ---------------------- | ------- |
| Coreia do Sul (Circle) | 198     |

## Certificações
| Região                                                          | Certificação | Unidades certificadas/vendas |
| --------------------------------------------------------------- | ------------ | ---------------------------- |
| Japão (RIAJ)                                                    | Ouro         | 50,000,000†                  |
| † Números somente de streaming com base apenas na certificação. |              |                              |

## Histórico de lançamento
| Região | Data                   | Formato(s)                 | Gravadora(s)    |
| ------ | ---------------------- | -------------------------- | --------------- |
| Várias | 10 de novembro de 2023 | Download digital streaming | SM Kakao Warner |